# Natalîne, Vîsokopillea
Natalîne (în ucraineană Наталине) este un sat în comuna Orlove din raionul Vîsokopillea, regiunea Herson, Ucraina.

## Demografie
Componența lingvistică a localității Natalîne
     Ucraineană (92,68%)
     Rusă (7,32%)
Conform recensământului din 2001, majoritatea populației localității Natalîne era vorbitoare de ucraineană (92,68%), existând în minoritate și vorbitori de rusă (7,32%).